# Iglesiafeita (La Coruña)
Iglesiafeita (llamada oficialmente Santa María de Igrexafeita) es una parroquia española del municipio de San Saturnino, en la provincia de La Coruña, Galicia.

## Entidades de población
Entidades de población que forman parte de la parroquia:
- A Casa Tellada
- A Curuxa
- A Fraga Nova
- Amido
- As Costeiras
- Bouzamayor (Bouzamaior)
- Camiñogrande (Camiño Grande)
- Carrío
- Castiñeira (A Castiñeira)
- Castro (O Castro)
- Coto (O Coto)
- Couce (O Couce)
- Fraguela (A Fraguela)
- Gaiteiros (Os Gaiteiros)
- Hermida (A Ermida)
- Idreiro (O Hedreiro)
- Lombo (O Lombo)
- Miguelares
- O Cando
- Outeiro (O Outeiro)
- Pedreira (A Pedreira)
- Penadameda (A Pena da Meda)
- Penalonga (A Penalonga)
- Regueirocavado (Regueiro Cavado)
- Remicieiro
- Solposto
- Soutullo
- Torre (A Torre)
- Vilar (O Vilar)

## Despoblados
- A Fraga
- A Granxa
- Arbigueira (A Arbigueira)
- Camposa (A Camposa)
- Capelo (O Capelo)
- Carboados
- Fervenza (A Fervenza)
- Navallo (O Navallo)
- O Carazo
- Pallota (A Pallota)
- Pedramayor (Pedramaior)
- Ramadela (A Ramadela)
- Riveira (A Ribeira)
- Sopenedo
- Tiraz
- Vilarbello (VIlarvello)

## Demografía
| Gráfica de evolución demográfica de Iglesiafeita entre 2000 y 2019 |
|                                                                    |
| Datos según el nomenclátor publicado por el INE.                   |